# Sāmāna
Sāmāna är en ort i Indien.   Den ligger i distriktet Patiala och delstaten Punjab, i den norra delen av landet, 200 km nordväst om huvudstaden New Delhi. Sāmāna ligger 241 meter över havet och antalet invånare är 55 949.
Terrängen runt Sāmāna är mycket platt. Runt Sāmāna är det tätbefolkat, med 570 invånare per kvadratkilometer. Sāmāna är det största samhället i trakten. Trakten runt Sāmāna består till största delen av jordbruksmark.